# Cladocarpus moderatus
Cladocarpus moderatus är en nässeldjursart som beskrevs av John Fraser 1948. Cladocarpus moderatus ingår i släktet Cladocarpus och familjen Aglaopheniidae. Inga underarter finns listade i Catalogue of Life.